# Stênio (futebolista)
Stênio Zanetti Toledo, mais conhecido como Stênio (Ipuiuna, 5 de abril de 2003) é um futebolista brasileiro que atua como ponta. Atualmente joga pelo América Mineiro, emprestado pelo Karpaty Lviv.

## Carreira

### Início
Nascido em Ipuiuna, municipio no interior de Minas Gerais, Stênio chegou à base do Cruzeiro em 2016 aos 13 anos de idade.

### Cruzeiro
Considerado desde seu início no clube uma das principais promessas da Celeste, assinou seu primeiro contrato profissional ainda atuando na base em julho de 2019, aos 16 anos de idade, valido até 2024.
Stênio foi integrado aos profissionais pela primeira vez em 15 junho de 2020 pelo técnico Enderson Moreira após agradá-lo nos treinamentos, sendo relacionado pela primeira a uma partida em 25 de julho, contra o URT. Estreou pelo profissional nesta partida onde o Cruzeiro venceu por 3–0, tendo uma boa participação. Stênio chegou a disputar seis partidas sendo três como titular. Porém na 1ª rodada da Série B, acabou sofrendo um trauma no ombro esquerdo e teve que ser substituído aos 25 minutos do primeiro tempo.
Apesar de ter sido bem avaliado clinicamente, após a derrota para a Chapecoense por 1–0 na 4ª rodada do Série B em 20 de agosto, acabou sendo constatado uma ruptura em seu ombro que o fez ficar cinco meses fora dos gramados, retornando apenas em janeiro do ano seguinte, na reta final do campeonato. Atuou em dez jogos no ano.

### Torino
Atuando pelo Sub-20 do Cruzeiro e sem espaço no time principal, em 31 de agosto de 2021 foi anunciada sua transferência por empréstimo para o Torino por R$ 600 mil, com opção de compra ao final de 12 milhões por 70% dos direitos econômicos. Nesta primeira passagem pelo Cruzeiro, atuou em 18 partidas e não marcou gols.
Foi integrado ao time Primavera do clube (Sub-19) e logo em sua estreia, fez um dos gols na vitória por 3–0 sobre o Virtus Entella pela Copa Primavera TIMVISION. Foram 29 partidas, sete gols e sete assistências pelo Sub-19. Perto do final do empréstimo, o Torino optou por não exercer o direito de compra.

### Retorno ao Cruzeiro
Após seu empréstimo se encerrar em 30 de junho, Stênio foi novamente integrado ao elenco profissional do Cruzeiro em 4 de julho de 2022. Logo em sua reestreia pelo clube, 19 dias após sua reintegração, marcou seu primeiro como profissional, sendo o único gol na vitória sobre o Bahia pela 20ª rodada do Campeonato Brasileiro Série B.
Em 25 de agosto, foi anunciado sua extensão contratual até dezembro de 2026. Até este momento, Stênio já contava com 21 partidas e um gol pela equipe. Voltou a marcar em 17 de setembro, na vitória por 2–0 sobre o CRB, sendo seu segundo gol em quatro jogos após seu retorno. Integrou o elenco campeão da Série B com Cruzeiro, sendo esse seu primeiro título na carreira. Stênio não teve espaço com praticamente nenhum dos quatro treinadores que passaram pelo Cruzeiro em 2023, onde disputou apenas 20 partidas.

### AVS SAD
Sem espaço, foi anunciado seu empréstimo ao AVS SAD em 19 de janeiro de 2024, ficando no clube português até o final da temporada em junho. Fez sua estreia no dia 28 do mesmo mês, na vitória por 3–2 sobre o Marítimo na 19ª rodada da Segunda Liga.

## Seleção Brasileira

### Sub-17
Foi um dos 20 convocados pelo técnico Dudu Patettuci para representar o Sub-17 no Torneio de Desenvolvimento da UEFA em 2019. Fez dois gols na vitória por 4–1 sobre a Noruega na 2ª rodada do torneio.

### Sub-18
Em fevereiro de 2021, foi convocado para o Brasil Sub-18 para um período de treinos entre 25 de fevereiro e 5 de março.

### Sub-20
Em 30 de dezembro de 2022, foi um dos convocados para representar o Brasil Sub-20 no Sul-Americano da categoria na Colômbia, entre janeiro e fevereiro de 2023. Stênio fez um gol no torneio, na vitória de virada por 2–1 sobre o Paraguai na última rodada do hexagonal e integrou o elenco brasileiro campeão do torneio após doze anos sem conquistá-lo.

## Estilo de jogo
Destro e atuando como ponta esquerda, Stênio tem como principais características sua velocidade e o mano a mano, buscando sempre a melhor maneira de finalizar as jogadas.

## Títulos

### Cruzeiro
- Campeonato Brasileiro Série B: 2022

### Seleção Brasileira

#### Sub-20
- Campeonato Sul-Americano de Futebol Sub-20: 2023